# Pseudostixis marshalli
Pseudostixis marshalli là một loài bọ cánh cứng trong họ Cerambycidae.